# Kumtag-Wüste (Dunhuang)

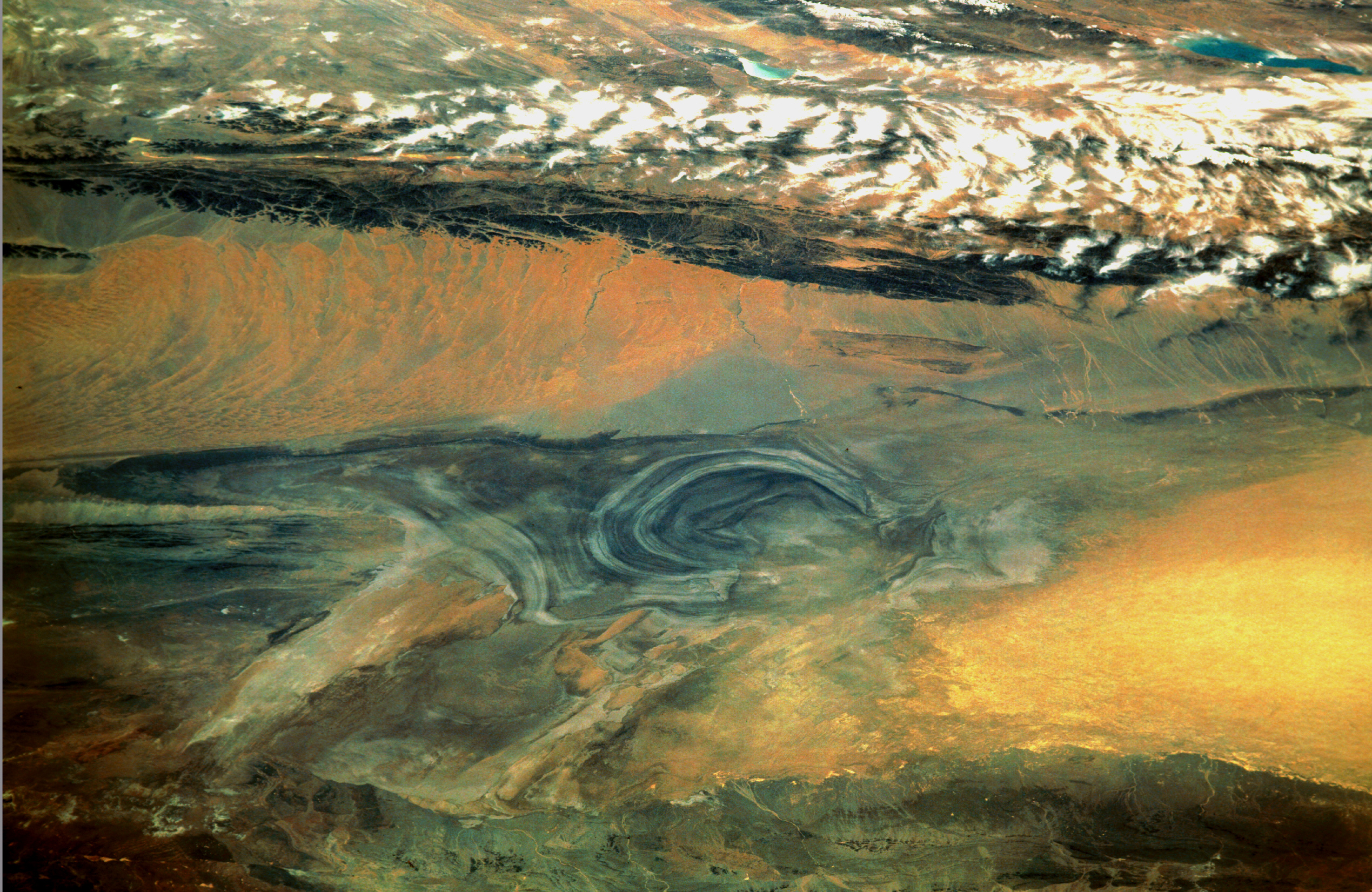
Satellitenaufnahme von dem mittleren Teil des Seebeckens Lop Nor und rechts davon die Wüste Lop Nor, über die ein Sandsturm hinweggeht. In der Bildmitte sieht man die tiefste Stelle des Seebeckens Lop Nor in Form einer Ohrmuschel, im Vordergrund die Hänge des Gebirges Kuruk Tag, im Hintergrund die Kumtag-Wüste und die Altyn-Tagh-Hochebene, auf der rechts der See Ayakkum und links der kleinere See Gas liegen. Blick vom Norden Richtung Süden.

Die Kumtag-Wüste bzw. Kumutage Shamo (庫姆塔格沙漠 / 库姆塔格沙漠,  Kùmǔtǎgé Shāmò, englisch Kumutage Desert / Kumtag Desert) in Xinjiang und Gansu ist eine Sandwüste im Tarimbecken südöstlich von Lop Nur gelegen.
Die Kumtag-Wüste erstreckt sich über eine Fläche von 22.800 Quadratkilometern und grenzt im Osten an Dunhuang, im Norden an das Tianshan-Gebirge und in Nordwesten an die Wüste Lop Nor. Die Wüste ist bekannt für das häufige Auftreten von Wanderdünen.
Heutige Karten zeigen die Kumtag-Wüste nicht mehr in ihrer ursprünglichen Ausdehnung. Der China-Atlas der National Geographic Societyzeigt eine kleinere Kumtag-Wüste, die südlich am Altun Gebirge grenzt und östlich nicht weit über die Grenze der Provinz Gansu hinausgeht. Nahe der nordöstlichen Ecke liegt der Jadetor-Pass.